# Amirhosejn Firuzpur
Amirhosejn Firuzpur (pers. امیرحسین فیروزپور; ur. 25 stycznia 2002) – irański zapaśnik walczący w stylu wolnym. Złoty medalista mistrzostw Azji w 2022, 2024 i 2025. Drugi w Pucharze Świata w 2022. 
Pierwszy na MŚ U-23 w 2022 i 2024; trzeci w 2021. Mistrz świata juniorów w 2021 i 2022 i kadetów w 2019 roku.